# 도카이 지방
도카이 지방(東海地方)은 주부 지방 남쪽의 네 현, 즉 기후현, 미에현, 시즈오카현, 아이치현이 속한 지방을 말한다. 주로 주쿄권과 영역이 겹치는 편이다.
나고야시를 중심으로 한 지방이며, 경제적 관점에서는 시즈오카 현을 제외한 세 현을 말하는 경우가 많다. 행정 구역이 동서 쪽으로 넓은 시즈오카 현의 경우, 서부 지역은 나고야의 영향력이 강하지만 중부 및 동부 지역은 오히려 도쿄 및 간토 지방의 영향력이 강하기 때문이다. 시즈오카 현에서도 특히 이즈반도 등 동부 지역은 간토 지방 일부로서 취급되는 경우가 많다.
역사적으로는 고키시치도의 도카이도에 속한 미에 현, 시즈오카 현, 아이치 현을 말할 경우가 많다. 바다에 접하지 않는 기후 현은 고대에는 혼슈 섬의 동부 내륙 지방에서 도호쿠 지방을 그 범위로 한 도산도에 속해 있었다.
미에 현은 메이지 시대에 정해진 후 현재도 학교 교육에서 사용되고 있는 지방 구분으로는 긴키 지방에 포함되고 있으며 방언도 교토, 오사카 등 긴키 방언을 사용하지만, 경제적으로는 일부 지역을 제외하고 나고야의 영향력이 강하므로 도카이 지방에 포함된다.

## 인구
| 연도 | 인구       | ±%     |
| ---- | ---------- | ------ |
| 1920 | 5,779,000  | —      |
| 1930 | 6,700,000  | +15.9% |
| 1940 | 7,649,000  | +14.2% |
| 1950 | 8,868,000  | +15.9% |
| 1960 | 10,085,000 | +13.7% |
| 1970 | 11,778,000 | +16.8% |
| 1980 | 13,316,000 | +13.1% |
| 1990 | 14,222,000 | +6.8%  |
| 2000 | 14,775,732 | +3.9%  |
| 2010 | 15,138,397 | +2.5%  |
| 2020 | 14,985,454 | −1.0%  |

## 같이 보기
- 호쿠리쿠 지방
- 고신에쓰 지방
- 신에쓰 지방